# Dasypoda litigator
Dasypoda litigator là một loài ong trong họ Melittidae. Loài này được Baker miêu tả khoa học đầu tiên năm 2002.